# Rödbröstad solabborre
Rödbröstad solabborre (Lepomis auritus) är en sötvattensfisk i familjen solabborrfiskar, som är vanligt förekommande i stora delar av Nordamerika.

## Utseende
En fisk med hög kropp, en mörkbrun till olivfärgad rygg som övergår i ljusare olivfärgade sidor och en buk som är gul hos honorna, rödaktig hos hanarna. Under parningstiden får hanen röda fläckar längs sidorna och blå läppar. Kinder och gällock har flera oregelbundna, blåaktiga ränder. Den har en avlång, svart fläck på gällockets förlängning. Fisken kan som mest bli drygt 30 cm lång och väga 790 g.

## Vanor
Den rödbröstade solabborren lever i bäckar och små till medelstora floder med klipp- eller sandbotten, men kan också förekomma sjöar och vattenreservoarer. Den är vanligt förekommande i bäverdammar. Födan består av insekter och deras larver, små kräftor, små musslor, snäckor samt småfisk. Ungarna lever på små bottendjur som tvåvingelarver.
Arten kan bli 7 år gammal. Hanar förefaller bli äldre än honor.

### Fortplantning
Arten blir könsmogen under sitt 2:a levnadsår vid en längd på mellan 7,5 och 10 cm. Den leker på våren, då hanen bygger ett grunt bo på grus- eller grov sandbotten i stilla vatten på ringa djup (drygt 1 meter). Honan lägger mellan 300 och 9 200 ägg i boet, varefter hanen vaktar äggen. Den rödbröstade solabborren är den enda arten i sin familj där hanen inte ger läten ifrån sig under parningen.

## Utbredning
Artens ursprungsområde var vattendrag i östra Kanada och USA. Den har introducerats utanför ursprungsområdet, bland annat i Texas och Louisiana.

## Kommersiell och ekologisk betydelse
Den rödbröstade solabborren är en populär sportfisk. Inplanteringar, bland annat i Mississippifloden, har dock visat sig få negativa konsekvenser för den lokala fiskfaunan.